# Caratê nos Jogos Pan-Americanos de 2015 - Até 55 kg feminino
A categoria até 55 kg feminino foi uma das disputas do caratê nos Jogos Pan-Americanos de 2015 em Toronto. Foi realizada no Centro Esportivo Mississauga, em Mississauga  no dia 23 de julho.

## Calendário
Horário local (UTC-4).
| Data        | Horário | Fase          |
| ----------- | ------- | ------------- |
| 23 de julho | 16:15   | Primeira fase |
| 23 de julho | 20:45   | Semifinal     |
| 23 de julho | 21:25   | Final         |

## Medalhistas
| Ouro   | BRA Valéria Kumizaki                    |
| Prata  | CAN Kate Campbell                       |
| Bronze | CHI Jessy Reyes PER Alessandra Vindrola |

## Resultados

### Grupo 1
| Atleta              | Nacionalidade      | J | V | E | D | Pontos | Pontos | Pontos |
| Atleta              | Nacionalidade      | J | V | E | D | PF     | PC     | Dif    |
| ------------------- | ------------------ | - | - | - | - | ------ | ------ | ------ |
| Jessy Reyes         | CHI Chile          | 3 | 2 | 0 | 1 | 12     | 4      | +8     |
| Alessandra Vindrola | PER Peru           | 3 | 2 | 0 | 1 | 11     | 3      | +8     |
| Brandi Robinson     | USA Estados Unidos | 3 | 2 | 0 | 1 | 10     | 2      | +8     |
| Stella Urango       | COL Colômbia       | 3 | 0 | 0 | 3 | 0      | 24     | -24    |

|                         | Resultados |                     |
| ----------------------- | ---------- | ------------------- |
| PER Alessandra Vindrola | 1–0        | USA Brandi Robinson |
| CHI Jessy Reyes         | 8–0 KK     | COL Stella Urango   |
| PER Alessandra Vindrola | 2–3        | CHI Jessy Reyes     |
| USA Brandi Robinson     | 8–0 KK     | COL Stella Urango   |
| PER Alessandra Vindrola | 8–0 KK     | COL Stella Urango   |
| USA Brandi Robinson     | 2–1        | CHI Jessy Reyes     |

### Grupo 2
| Atleta            | Nacionalidade            | J | V | E | D | Pontos | Pontos | Pontos |
| Atleta            | Nacionalidade            | J | V | E | D | PF     | PC     | Dif    |
| ----------------- | ------------------------ | - | - | - | - | ------ | ------ | ------ |
| Kate Campbell     | CAN Canadá               | 3 | 2 | 1 | 0 | 7      | 0      | +7     |
| Valéria Kumizaki  | BRA Brasil               | 3 | 1 | 1 | 1 | 4      | 3      | +1     |
| Genesis Navarrete | VEN Venezuela            | 3 | 1 | 0 | 2 | 3      | 9      | -6     |
| Leidi León        | DOM República Dominicana | 3 | 0 | 2 | 1 | 0      | 2      | -2     |

|                       | Resultados |                      |
| --------------------- | ---------- | -------------------- |
| VEN Genesis Navarrete | 0–5        | CAN Kate Campbell    |
| BRA Valéria Kumizaki  | 0–0        | DOM Leidi León       |
| VEN Genesis Navarrete | 1–4        | BRA Valéria Kumizaki |
| CAN Kate Campbell     | 0–0        | DOM Leidi León       |
| VEN Genesis Navarrete | 2–0        | DOM Leidi León       |
| CAN Kate Campbell     | 2–0        | BRA Valéria Kumizaki |

### Final
|  | Semifinal               | Semifinal         |   |  | Final                | Final |  |
|  |                         |                   |   |  |                      |       |  |
|  |                         |                   |   |  |                      |       |  |
|  | CHI Jessy Reyes         | 0                 |   |  |                      |       |  |
|  | BRA Valéria Kumizaki    | 7                 |   |  |                      |       |  |
|  |                         |                   |   |  |                      |       |  |
|  |                         |                   |   |  |                      |       |  |
|  |                         |                   |   |  | BRA Valéria Kumizaki | 1     |  |
|  |                         | CAN Kate Campbell | 1 |  |                      |       |  |
|  |                         |                   |   |  |                      |       |  |
|  |                         |                   |   |  |                      |       |  |
|  |                         |                   |   |  |                      |       |  |
|  |                         |                   |   |  |                      |       |  |
|  | PER Alessandra Vindrola | 0                 |   |  |                      |       |  |
|  | CAN Kate Campbell       | 4                 |   |  |                      |       |  |